# 黄盖镇
黄盖镇，中华人民共和国湖南省岳阳市临湘市下属的一个镇，位于临湘市东北部，北濒长江。201省道经过镇区。

## 建制沿革
- 1956年，为万普乡；
- 1958年，属江南公社；
- 1960年，建立黄盖湖农场；
- 2000年，撤销黄盖湖农场，改置黄盖镇。

## 行政区划
黄盖镇下辖1个居委会和6个行政村：
- 团山居委会
- 广坪村、双洲村、合兴村、南湖村、挂口村、天鹅村